# Okres Murau
Okres Murau je okres v západní části rakouské spolkové zemi Štýrsko. Má rozlohu 1385,48 km² a žije tam 27 252 obyvatel (2022). Je tak druhým největším okresem Štýrska (po okresu Liezen) a má ze všech štýrských okresů nejnižší hustotu zalidnění - 20 obyvatel/km². Sídlem okresu je město Murau. Sousedí se spolkovými zeměmi Salcbursko, Korutany a štýrskými okresy Liezen a Murtal.
Okres je neobyčejně slabě osídlený. Kvůli vzdálené poloze a malému osídlení je tu jen velmi málo závodů. Jen relativně malý turistický ruch profituje z nedotčené přírody. Okres Murau má v Rakousku největší zalesněnost, protože vysokoalpské úhory se dají jen těžko zemědělsky obdělávat.

## Správní členění
Okres se dělí na 14 obcí se dvěma městy a pěti městysy. V závorkách je uveden počet obyvatel k 1. lednu 2022.
Města
- Murau (3432)
- Oberwölz (2939)

Městyse
- Mühlen (886)
- Neumarkt in Steiermark (4866)
- Sankt Lambrecht (1742)
- St. Peter am Kammersberg (2002)
- Scheifling (2142)

Obce
- Krakau (1383)
- Niederwölz (591)
- Ranten (1130)
- Sankt Georgen am Kreischberg (1703)
- Schöder (917)
- Stadl-Predlitz (1665)
- Teufenbach-Katsch (1854)